# Горячая лепёшка
«Горячая лепёшка» — узбекский фильм 2019 года режиссёра Умида Хамдамова.

## Сюжет
Фильм о девочке-подростке Зульфие. Она живет в кишлаке с бабушкой, её мать вынуждена работать в городе. Девушка в отчаянии безуспешно пытается бороться с несправедливостью и ложью вокруг. Зульфия хочет быть рядом с матерью и ищет вернуть дядю, который уехал на заработки в Россию.

## В ролях
- Зарина Эргашева — Зульфия
- Феруза Саидова — мать
- Мунавара Абдуллаева — бабушка
- и другие

## Фестивали
Фильм — лауреат узбекской национальной кинопремии «Олтин Хумо» (2019) в категориях «Лучший фильм» и «Лучший сценарий», лауреат Главного приза «Золотая лоза» и приза «Лучшая женская роль» российского кинофестиваля «Киношок» (2019), первый фильм выдвинутый от Узбекинстана, на кинопремию «Оскар» (2019), но не получивший номинацию.